# Nearness of You – The Ballad Book
Nearness of You är ett musikalbum från 2001 av den amerikanske saxofonisten Michael Brecker.

## Låtlista
1. Chan's Song (Herbie Hancock) – 5:15
2. Don't Let Me Be Lonely Tonight (James Taylor) – 4:44
3. Nascente (Flávio Venturini/Murilo Antunes) – 6:18
4. Midnight Mood (Joe Zawinul) – 6:24
5. The Nearness of You (Hoagy Carmichael/Ned Washington) – 4:38
6. Incandescence (Michael Brecker) – 5:22
7. Sometimes I See (Pat Metheny) – 5:30
8. My Ship (Kurt Weill/Ira Gershwin) – 7:12
9. Always (Irving Berlin) – 5:37
10. Seven Days (Pat Metheny) – 5:34
11. I Can See Your Dreams (Michael Brecker) – 3;50

## Medverkande
- Michael Brecker – tenorsaxofon
- Pat Metheny – gitarrer
- Herbie Hancock – piano
- Charlie Haden – bas
- Jack DeJohnette – trummor
- James Taylor – sång (spår 2, 5)